# Tiukujärvi, Lappland
Tiukujärvi är en sjö i Kiruna kommun i Lappland och ingår i Torneälvens huvudavrinningsområde. Tiukujärvi ligger i Pessinki fjällurskog Natura 2000-område.